# Peter Minuit

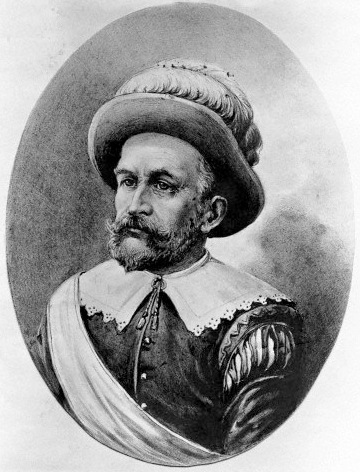
Peter Minuit, historisierende Darstellung des 19. Jahrhunderts

Peter Minuit (irrtümliche Schreibweise: Minnewit), (* zwischen 1585 und 1594 in Wesel, Herzogtum Kleve; † im August 1638 vor St. Christopher, Westindische Inseln) war ein Seefahrer und vermeintlicher Begründer von Nieuw Amsterdam (dem heutigen New York City).

## Leben
Minuit wurde zwischen 1585 und 1594 in Wesel (Herzogtum Kleve, Vereinigte Herzogtümer Jülich-Kleve-Berg) geboren. Sein Vater war mit großer Wahrscheinlichkeit der 1584 in Wesel als wohlhabender Neubürger erwähnte, wallonische reformierte Glaubensflüchtling Jean Minuit. Jean Minuit zog das Exil der spanisch-katholischen Unterdrückung durch die habsburgischen Statthalter in den Niederlanden vor.
Die Namensgebung ‚Minnewit‘ ist eine nachträgliche Eindeutschung des ursprünglich französischen Namens Minuit (Mitternacht), für die zeitgenössische Belege fehlen. In Wesel arbeitete Minuit, der durch die Heirat mit einer Frau aus reichem Hause und eine Erbschaft zu ansehnlichem Wohlstand gelangt war, unter anderem als Geschäftsmann. Nicht gesichert ist eine Tätigkeit als ehrenamtlicher Diakon der dortigen reformierten Gemeinde. Im Jahr 1615 ist er jedoch als Diamantschleifer im holländischen Utrecht belegt.
Die Jahre danach liegen weitgehend im Dunkeln. In den frühen 20er Jahren des 17. Jahrhunderts muss Minuit aber in den Dienst der Niederländischen Westindien-Kompanie (WIC) eingetreten sein. Die WIC war wenige Jahre zuvor zur Erschließung der im Bereich des heutigen New York gelegenen niederländischen Kolonie Nieuw-Nederland mit staatlicher Unterstützung gegründet worden. Vor seiner ersten Amerikafahrt in Diensten der WIC, die er 1625 antrat, wird er sich sicher zur Vorbereitung längere Zeit in Amsterdam aufgehalten haben, wo sich die Zentrale der WIC befand. 1625 brach Minuit dann im Auftrag der WIC in die kleine Koloniehauptstadt Nieuw Amsterdam auf, um sich dort an der Suche nach Bodenschätzen zu beteiligen. 1626 wurde er nach einem zwischenzeitlichen Aufenthalt in Holland erneut nach Nieuw-Amsterdam geschickt. Nun lautete sein Auftrag, Willem Verhulst, den dortigen Gouverneur der Kolonie Nieuw-Nederland, abzulösen. Der gelernte Kaufmann bewies in dieser Aufgabe Geschick und sorgte rasch für ein ansehnliches Bevölkerungs- und Wirtschaftswachstum der Kolonie. Im Umgang mit der indigenen Bevölkerung bewies Minuit eine für die damalige Zeit ungewöhnliche Einfühlungsgabe.
Als Gründer von Nieuw Amsterdam kann Peter Minuit jedoch trotz seiner Verdienste nicht gelten, da er lediglich eine bereits bestehende Kolonie ausbaute. Auch für den berühmten Kauf Manhattans von den Algonkin-Indianern durch Minuit gibt es keine ausreichenden Beweise. Nach Intrigen gegen Minuit wurde dieser 1632 von der WIC als Gouverneur abberufen. Ein folgender Skandalprozess führte zu einer Entfremdung Minuits von seinen einstigen Arbeitgebern. Als Konsequenz aus dieser Entfremdung betrieb Minuit nun für die schwedische Skeppskompaniet (SK) koloniale Pläne in Nordostamerika. Ab 1638 versuchte Minuit dann am Delaware-River in direkter Konkurrenz zu seinem ehemaligen Arbeitgeber die schwedische Kolonie Neuschweden (Nya Sverige, Nova Svecia) in der Nachbarschaft Nieuw Nederlands zu etablieren. Noch im August desselben Jahres kam Minuit wahrscheinlich bei einem Sturm vor der karibischen Insel St. Christopher (St. Kitts) ums Leben.
Die von Minuit geschaffene schwedische Kolonie wurde 1655 unter Gouverneur Petrus Stuyvesant niederländisch, 1664 eroberten die Engländer dann die niederländische Kolonie und benannten Nieuw Amsterdam in New York um. Lange war Peter Minuit weitgehend vergessen. Erst im Zuge einer zunehmend nationalen Geschichtsschreibung ab Mitte des 19. Jahrhunderts wurde der Kolonialpionier wiederentdeckt und auch instrumentalisiert. Abbildungen Minuits datieren erst aus dieser Zeit, ebenso die bis heute hartnäckigen Mythen über seine Rolle als vermeintlicher Gründer New Yorks und den Kauf Manhattans. Interessanter als diese unbewiesenen Taten ist sein Verhalten gegenüber den Ureinwohnern, denen er mit Respekt begegnete. Dass mit primär gewinnorientierten Kaufleuten und Kolonialpionieren wie Minuit allerdings auch die Ausrottung der Indianer und die Zerstörung der ursprünglichen Fauna wie Flora ihren Anfang nahm, kann dennoch nicht unerwähnt bleiben. In Wesel (auf der Moltkestraße) findet sich heute ein Denkmal für Minuit, in New York erinnert die Peter Minuit Plaza, ein kleiner Park vor dem Whitehall Terminal in Manhattan, an den vermeintlichen Stadtgründer.